# Batalla de Mutina (193 a. C.)
La batalla de Mutina fue un enfrentamiento militar librado en el 193 a. C., cerca de Mutina (Módena), entre las legiones de la República romana y la tribu gala de los boyos. Resultó en una completa pero costosa victoria de las primeras.

## Antecedentes
La campaña del año 194 a. C. terminó de forma indecisa, pues los romanos se atrincheraron en Placentia (Plasencia) y los galos en el interior de su territorio. Los ligures se aliaron con los celtas y empezaron a atacar las colonias romanas. Para la siguiente temporada la situación deterioró tanto que el Senado declaró un tumultus en todo el norte italiano, mandando a ambos cónsules a la zona.
Mientras su colega, Quinto Minucio Termo, se dedicaba a aplastar una rebelión en la Liguria, el cónsul Lucio Cornelio Mérula atravesó dicha región para atacar las tierras de los boyos. Mérula deseaba una batalla campal, pero como los celtas se retiraron ante su avance, ordenó a sus soldados dispersarse para saquear sus pueblos. Sin embargo, los galos no cayeron ante tal provocación. Así, cuando consideró el país pacificado, el cónsul ordenó a sus soldados reagruparse y marchar a Mutina sin tomar muchas precauciones. Fue entonces cuando los boyos empezaron a seguirlo, buscando un lugar donde emboscar a las legiones. Finalmente, una noche se adelantaron para ocupar un desfiladero donde los romanos debían transitar al día siguiente.
Sin embargo, los romanos notaron el movimiento y el cónsul mandó a las tropas vigilar el campamento para evitar un ataque sorpresa. Al amanecer, envió un contingente de caballería a explorar el camino. Cuando supo del número y posición del enemigo, Mérula hizo apilar en retaguardia al bagaje vigilado por los triarios y avanzó con el resto de los hombres en formación de batalla. Por su parte, los galos se dieron cuenta de que habían sido descubiertos y tendrían que entablar batalla campal.

## Combate
La élite de los socii itálicos y el ala izquierda de los auxiliares formaron la primera línea a cargo de los legados (y ex cónsules) Marco Claudio Marcelo y Tiberio Sempronio Longo. Mérulo se quedó con las legiones haciendo una segunda línea para impedir que atacaran sin recibir sus órdenes. Por último, la caballería en ambas alas quedó a cargo de los tribunos militares Quinto y Publio Minucio, quienes tuvieron que sacar a sus jinetes de la formación y llevarlos a un lugar abierto desde donde esperaban la orden de cargar.
Mientras eso se producía, un mensajero del legado Sempronio le avisó al cónsul de que muchos socii habían muerto y los sobrevivientes esperaban desesperados refuerzos, por lo que solicitaba el envío de una legión. En respuesta, la II legión avanzó y relevó a los socii, mientras el ala izquierda de los auxiliares eran relevada por la derecha, provocando la reanudación del combate. Entre tanto, el calor del sol agotaba a los celtas, que tenían poca resistencia a ese clima, pero se apoyaban entre sí con sus escudos, lograron rechazar los envites romanos.
Entonces Mérula ordenó al jefe de la caballería auxiliar, Cayo Livio Salinator, cargar a máxima velocidad apoyado por los jinetes romanos, causando caos y temor entre las filas galas. La línea de los boyos empezó a retirarse y dispersarse, pero sus jefes empezaron a golpear a los que huían con palos, haciéndolos retroceder en orden. La caballería del cónsul se dio cuenta y no les permitió tal acción. Mérula también lo vio y le dijo: «la victoria ahora está a su alcance; debían seguir adelante mientras veían al enemigo desordenado y aterrorizado; si permitían que se reformaran las filas, volverían a librar una nueva y dudosa batalla». Empezó el avance de las legiones.
Toda la infantería se comprometió en el esfuerzo, logrando hacer huir a sus rivales, quienes se dispersaron y resultaron presas fáciles para la caballería romana.

## Consecuencias
Los boyos sufrieron 14.000 muertos y fueron capturados 1.092 infantes, 721 guerreros, 3 generales, 212 insignias y 73 carros. Pero la victoria también fue costosa para las legiones, que perdieron más de 5.000 soldados romanos y aliados, 23 centuriones, 4 comandantes aliados y los tribunos de la II legión Marco Genucio y Quinto y Marco Marcio.
Las cartas de ambos cónsules llegaron a Roma más o menos al mismo tiempo anunciando victorias contra ligures y boyos. Le correspondía a Minucio preceder las elecciones, pero la Liguria seguía siendo tan inestable que no se atrevía a marcharse por saber que probablemente se perdería todo lo conseguido. Se le ordenó a Mérula hacer de su reemplazo por haber terminado su campaña. El general solicitó una carta del Senado, pues él no había sido sorteado para tal acción. El Senado encomendó a Gayo Escribonio enviar a dos comisionados con la orden e informarle que de no obedecer sería destituido (interregno). La respuesta del cónsul fue que obedecería.
También estalló una controversia sobre el informe del cónsul, pues el legado de Mérula, Marco Claudio Marcelo, envió cartas privadas a varios senadores donde acusaba a su superior de haber vencido solo por el valor de los soldados, pues sufrieron grandes pérdidas y los boyos escaparon aunque tuvieron la oportunidad de destruirlos. Lo primero sucedió porque el cónsul se demoró mucho en hacer intervenir a la reserva, y lo segundo porque impidió por largo tiempo a la caballería perseguirlos.
Mérula dejó al legado Marcelo a cargo del ejército y volvió a Roma, Dio un discurso ante los senadores sobre su campaña y cómo subyugó a la provincia. Luego exigió días festivos y un triunfo por su victoria. Sin embargo, Quinto Cecilio Metelo presentó una moción formal porque su versión era contradicha por el legado Marcelo y que no habían decretado nada pues esperaban que cónsul y legado debatieran ante ellos, pero curiosamente Mérula había dejado a Marcelo con el ejército, impidiendo tal evento. Lo peor era que el legado Sempronio tenía un imperium y por tanto un mayor rango que Marcelo, así que él debió quedarse con las legiones. Por eso Metelo proponía negar todo lo exigido al cónsul pero el cónsul insistió. Al final, cuando se votó por conceder un triunfo, los tribunos de la plebe Marco y Cayo Titinio vetaron tal medida.
Según el arqueólogo estadounidense Stephen L. Dyson la batalla fue mucho más decisiva de lo que inicialmente se pensaba. Los celtas, especialmente los boyos, habían perdido decenas de miles de guerreros en las campañas de 195-193 a. C., y aunque las cifras que aportan las crónicas romanas son indudablemente exageradas es indudable que muchos de sus hombres adultos murieron. Además, el saqueo de ganado, granos y otras propiedades debilitó el poder de la aristocracia gala. Sus líderes no estaban unidos y la facción antirromana tradicionalmente dominante había perdido a muchos de sus jefes en batalla.
En 192 a. C. se envió a los cónsules Lucio Quincio Flaminino y Cneo Domicio Enobarbo atacaron a los boyos, aunque el primero avanzó contra los ligures primero. Las legiones arrasaron todo a su paso y sucedió que algunos nobles galos y sus jinetes empezaron a rendirse, primero en pequeños números y luego en grandes contingentes hasta llegar a los 1.500. Un año después, el cónsul Publio Cornelio Escipión Nasica infringió una derrota devastadora a los boyos. Valerio Antias, conocido por sus exageraciones según Tito Livio, dice que murieron 38.000 galos y se capturaron 3.400 guerreros, 1.230 caballos y 247 carros contra apenas 1.484 bajas romanas. Livio dice que dio muerte a miles de los varones celtas, más de la mitad de los 50.000 que tenía la tribu, y esclavizó a millares más hasta que sólo quedaron jóvenes y ancianos arrinconados en las tierras más pobres y boscosas de la Cisalpina. Escipión Nasica no sólo tomó el campamento enemigo, sino que consiguió la rendición definitiva de la tribu, evento que fue celebrado en Roma, consiguiendo un triunfo donde se exhibieron las riquezas conseguidas en años de saqueos, como carros, armas, estandartes, vasos de bronce, collares de oro, caballos y monedas de plata y oro.

### Antigua
- Tito Livio. Historia de Roma. Libros XXXV y XXXVI. Digitalizado por Perseus. Basado en traducción latín-inglés de William Heinemann, Cambridge: Harvard University Press, 1935.

### Moderna
- Bandelli, Gino (2017). "Le comunità della Transpadana dalla guerra gallica del 225-222 a.C. alla "Lex Pompeia" dell’89 a.C.: Dati recenti e problemi aperti su alcuni aspetti di ordine istituzionale". Gerión. Vol. 35, N.º 2, pp. 373-400. ISSN 0213-0181.
- Dyson, Stephen L. (2014). The Creation of the Roman Frontier. Princeton University Press. ISBN 9781400854899.

- Datos: Q3656049